# Lễ hội Bibimbap Jeonju

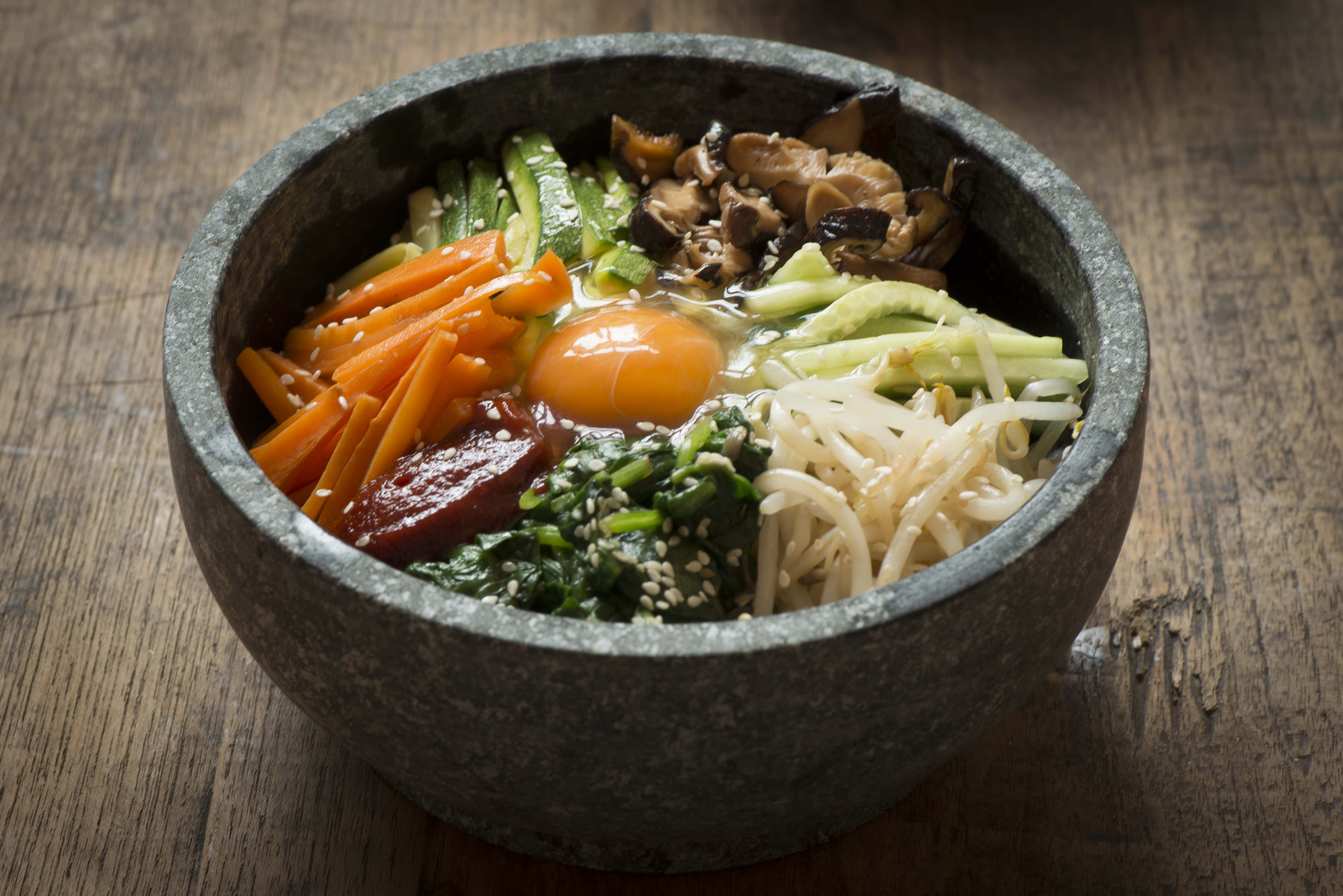
Dolsot bibimbap

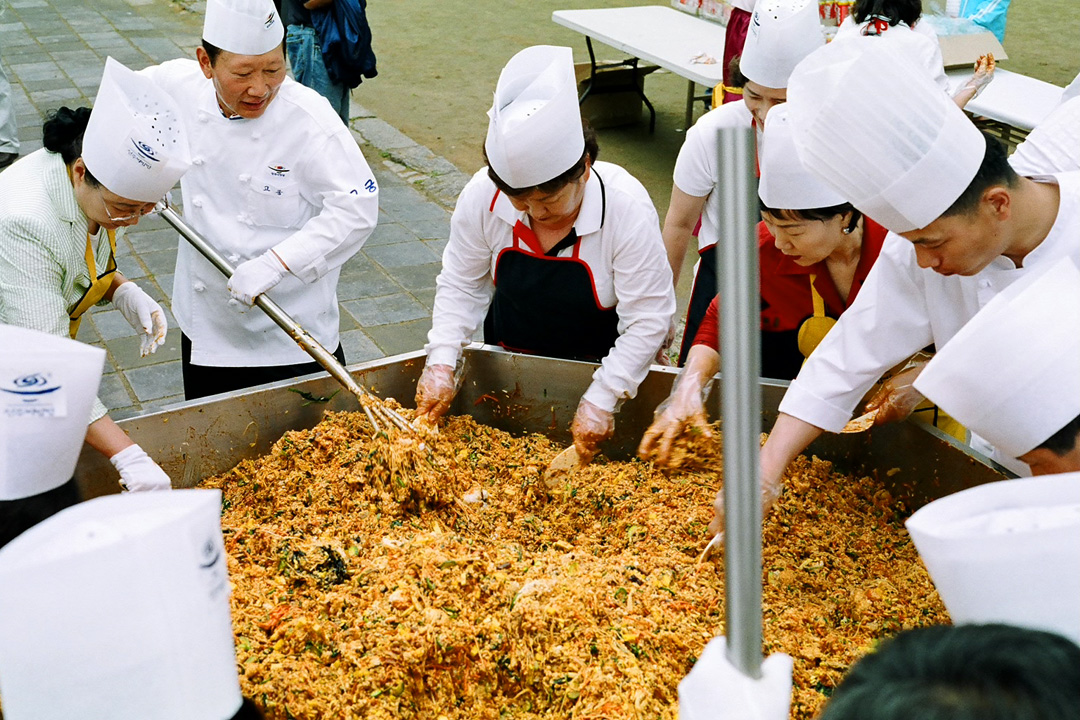
Lễ hội Bibimbap

Lễ hội Bibimbap Jeonju (Hangul: 전주 비빔밥 축제) là lễ hội ẩm thực Hàn Quốc diễn ra ở thành phố Jeonju. Sự kiện diễn ra tại Làng Hanok Jeonju và tập trung vào món ăn nổi tiếng bibimbap, một bát cơm với nhiều loại rau, thịt bò và tương ớt. Lễ hội được tổ chức hàng năm kể từ năm 2007.

## Mô tả
Lễ hội thường diễn ra vào tháng 10 hàng năm. Nơi đây giới thiệu món ăn mang tính biểu tượng nhất của khu vực, bibimbap, và là món ăn yêu thích của khách du lịch. Du khách đến lễ hội có thể tham gia các cuộc thi nấu ăn, nếm thử các công thức nấu ăn địa phương và học cách nấu bibimbap truyền thống. Họ cũng có thể tham gia các trò chơi dân gian, thưởng thức các buổi hòa nhạc và tham quan chợ đêm.
Lễ hội thu hút 150.000 người dân và khách du lịch. Mặc dù bị hủy bỏ vào năm 2020 do đại dịch COVID-19, nhưng phiên bản năm 2021 được tổ chức với lịch trình kéo dài bốn tuần với tên gọi "Tuần lễ Bibim Thế giới".